# Антоніо Марин
Антоніо Марин (хорв. Antonio Marin; нар. 9 січня 2001, Загреб, Хорватія) — хорватський футболіст, півзахисник клубу «Олімпія» (Любляна).

## Клубна кар'єра
Вихованець загребського «Динамо». Прийшов в академію клубу в 2009 році. З сезону 2017/18 залучався до тренувань з основним складом. 9 жовтня 2017 року підписав з клубом трирічний контракт.
19 травня 2018 року дебютував у хорватському чемпіонаті в поєдинку проти «Інтера», вийшовши на заміну на 66-ій хвилині замість Ізета Хайровича.

## Кар'єра у збірній
Основний гравець юнацьких збірних Хорватії. Брав участь у відбіркових раундах до юнацьких чемпіонатів Європи. Учасник чемпіонату Європи 2017 року серед юнаків до 17 років, гравець основного складу. На турнірі провів всі три зустрічі.

## Досягнення
- Чемпіон Хорватії: 2017/18, 2018/19, 2019/20
- Володар Кубка Хорватії: 2017/18
- Володар Суперкубка Хорватії: 2019, 2022, 2023
- Чемпіон Словенії: 2024/25